# トゥエ・クリスチャンセン
トゥエ・クリスチャンセン（Thue Christiansen、1940年2月25日 - 2022年6月26日）は、グリーンランドの教師、視覚芸術家、政治家。

## 生涯
1985年6月21日に採択された現在のグリーンランドの旗の設計者として最もよく知られており、1979年に進歩党のランスティングに選出された。1979年から1983年までグリーンランドの文化教育大臣であった。

グリーンランドの現在の国旗

2022年6月26日、デンマークのハルスにある自宅で死去。82歳没。